# Wilhelm, Prinț Moștenitor al Germaniei
Pentru alte pagini vedeți Wilhelm al Prusiei (dezambiguizare)
Frederic Wilhelm Victor Augustus Ernest (germană Friedrich Wilhelm Victor August Ernst) (6 mai 1882 – 20 iulie 1951) a fost ultimul Prinț Moștenitor al Prusiei și al Imperiului German.

## Primii ani

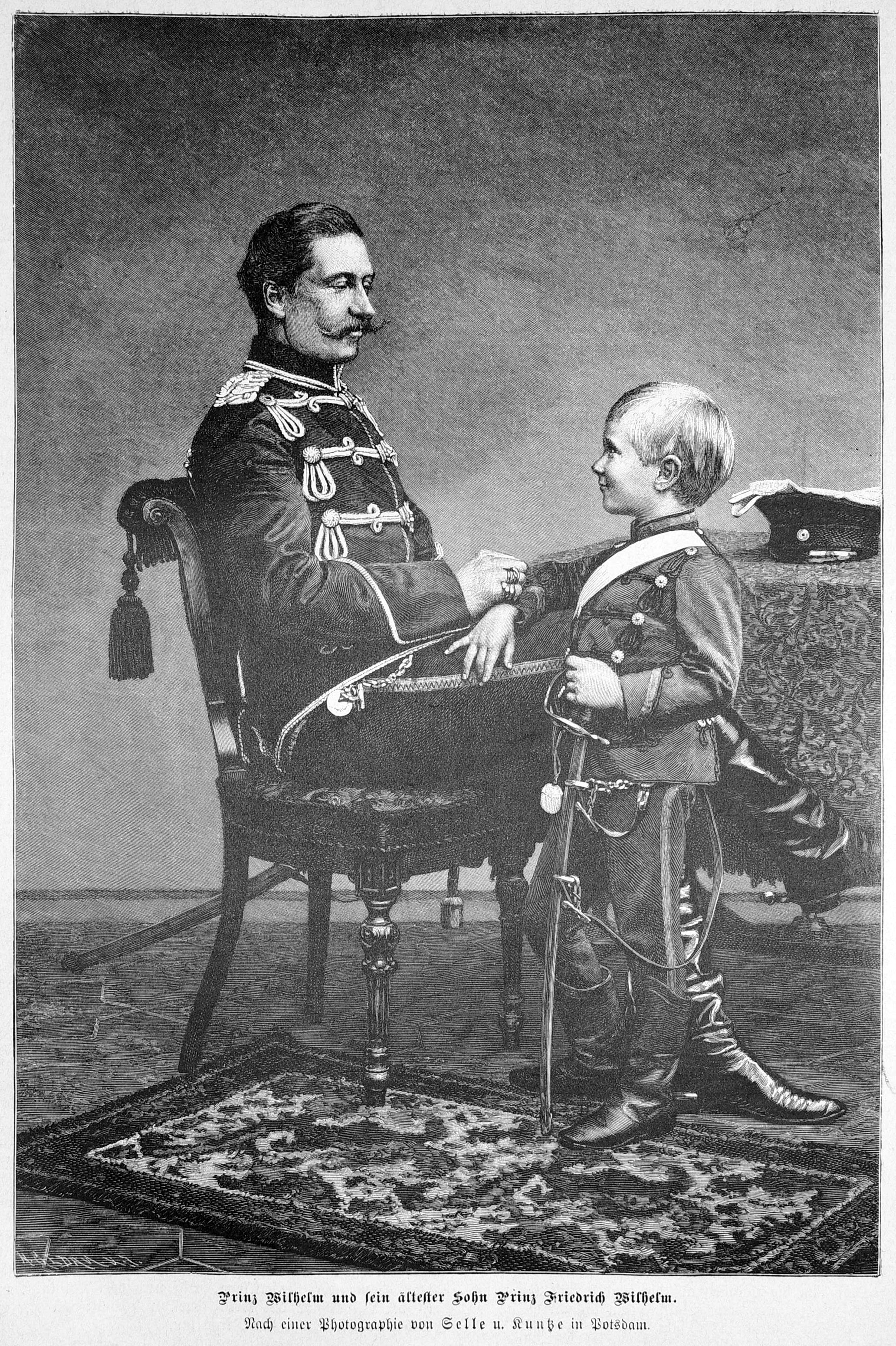
Frederic Wilhelm împreună cu tatăl său, Wilhelm al II-lea, 1887.

Frederic Wilhelm s-a născut la Palatul de marmură din Potsdam în provincia Brandenburg. A fost fiul cel mare al împăratului Wilhelm al II-lea al Germaniei (1859–1941) și al primei lui soții, Augusta Viktoria de Schleswig-Holstein (1858–1921). Când s-a născut, era al treilea în linia de succesiune la tron, după bunicul său și tatăl său, în timpul domniei străbunicului său, împăratul Wilhelm I.
A fost cel mai mare copil din cei șapte ai kaiserului și nașterea sa a stârnit o ceartă între părinții săi și bunica sa (care era fiica cea mare a reginei Victoria a Regatului Unit). Înainte ca Frederic Wilhelm să se nască, bunica sa s-a așteptat să fie rugată pentru a ajuta la găsirea unei asistente medicale, însă fiul ei și-a rugat mătușa Helena să-l ajute. Mama lui s-a simțit rănită iar bunica a fost furioasă.
Când străbunicul și bunicul său au murit în 1888, Frederic Wilhelm a devenit moștenitor al tronului Germaniei la vârsta de șase ani.
Frederic Wilhelm a fost un suporter al fotbalului, pe atunci un sport relativ nou în țară și a donat Asociației germane de fotbal o cupă în 1908 care a inițiat Kronprinzenpokal, cea mai veche competiție de fotbal din Germania.

## Primul Război Mondial
În ciuda faptului că a crescut înconjurat de cercuri militare, prințul moștenitor avea puțină experiență la comandă atunci când a fost numit comandant al Armatei a cincea în august 1914, la scurt timp după izbucnirea Primului Război Mondial. În noiembrie 1914, Frederic Wilhelm a acordat primul său interviu unui corespondent străin și prima sa declarație de presă făcută de către un nobil german de la izbucnirea războiului. El a spus:
„Fără îndoială că acesta este războiul cel mai inutil, fără sens și stupid al timpurilor moderne.
Este un război nedorit de Germania, pot să vă asigur, dar am fost forțați, și faptul că am fost atât de eficient pregătiți pentru a ne apăra este acum folosit ca un argument pentru a convinge lumea că am dorit conflict.”—Prințul Moștenitor Wilhelm, 'Wiegand
El a condus Armata a cincea până în noiembrie 1916, pe o perioadă de doi ani care a inclus Bătălia de la Verdun.

## După Revoluția germană

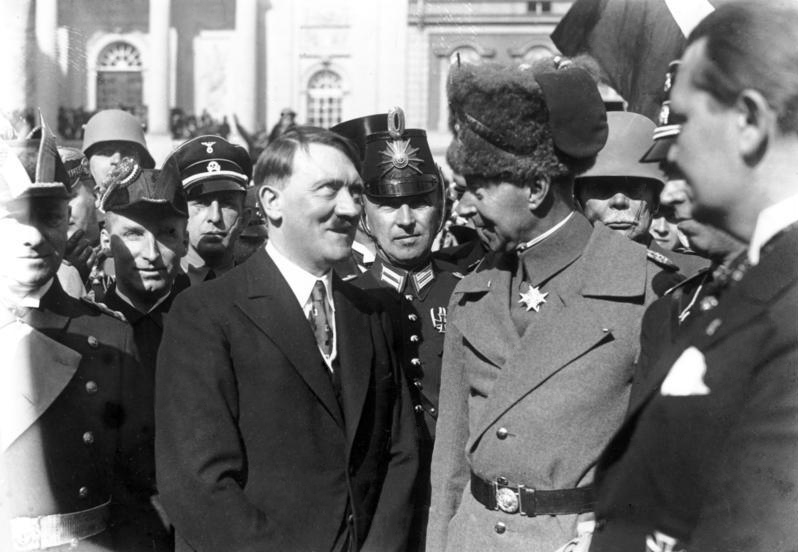
Frederic Wilhelm și Hitler, 21 martie 1933.

După izbucnirea Revoluției germane din 1918 atât împăratul Wilhelm al II-lea cât și Prințul Moștenitor au semnat documentele de abdicare. Frederic Wilhelm a plecat în exil în insula Wieringen în Olanda. În 1923 s-a întors în Germania după ce a dat asigurări că nu se va angaja în politică.
El l-a susținut pe Hitler pentru o vreme sperând și anunțând public că acest om va face pentru Germania ceea ce Mussolini a făcut pentru Italia - punând capăt influențelor bolșevice/marxiste.
După ce prietenul său, cancelarul Kurt von Schleicher, a fost ucis în Noaptea cuțitelor lungi (1934), s-a retras din toate activitățile politice.
Frederic Wilhelm a trăit ca cetățean particular pe moșia familiei sale de-a lungul celui de-Al Doilea Război Mondial. După decesul tatălui său în 1941, el i-a succedat ca șef al Casei de Hohenzollern, fosta dinastie imperială germană.
Frederic Wilhelm  și soția sa sunt înmormântați la Castelul Hohenzollern.

## Familie și copii

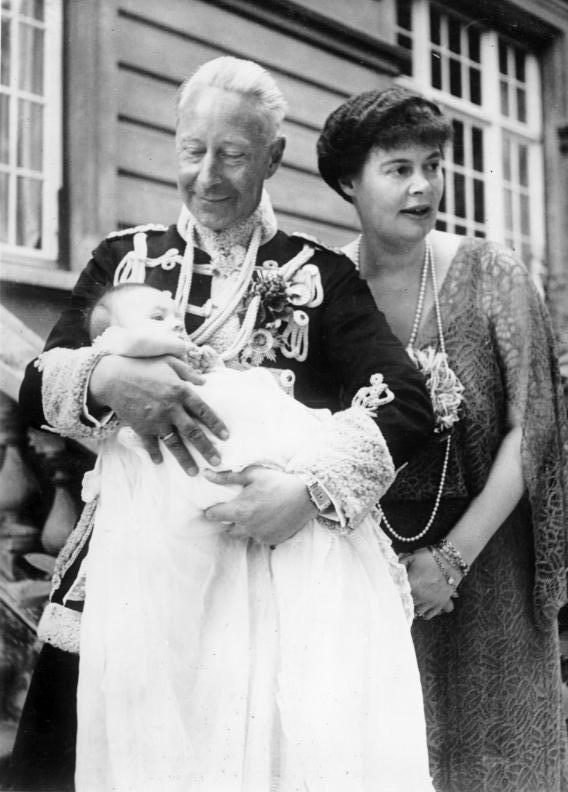
Frederic Wilhelm și Cecilie împreună cu nepoata lor, Prințesa Felicitas

Frederic Wilhelm s-a căsătorit cu Ducesa Cecilie de Mecklenburg-Schwerin la Berlin, la 6 iunie 1905. Cecilie a fost fiica Marelui Duce Francisc al III-lea de Mecklenburg-Schwerin (1851–1897) și a Marii Ducese Anastasia Mihailovna a Rusiei (1860–1922). Fiul lor cel mare, Prințul Wilhelm al Prusiei, a fost ucis în timp ce lupta în armata germană, în Bătălia Franței din 1940.
În fazele incipiente ale căsătoriei, Prințul Moștenitor a avut o scurtă aventură cu cântăreața americană de operă Geraldine Farrar. Mai târziu, el a avut o relație cu dansatoarea Mata Hari.
Frederic Wilhelm și Cecilie  au avut șase copii (patru băieți și două fete):
- Prințul Wilhelm al Prusiei (1906–1940), care a renunțat la drepturile sale de succesiune. S-a căsătorit cu Dorothea von Salviati și a avut copii.
  - Prințesa Felicitas a Prusiei (1934–2009)
  - Prințesa Christa a Prusiei (born 1936)
- Louis Ferdinand, Prinț al Prusiei (1907–1994); căsătorit cu Marea Ducesă Kira Kirillovna a Rusiei. A avut copii.
- Prințul Hubertus al Prusiei (1909–1950); căsătorit cu baroneasa Maria von Humboldt-Dachroeden și prințesa Magdalena Reuss de Köstritz; a avut copii.
  - Prințesa Anastasia a Prusiei (n. 1944)
  - Prințesa Marie-Christine a Prusiei (1947–1966)
- Prințul Frederic al Prusiei (1911–1966); căsătorit cu Lady Brigid Guinness; a avut copii.
  - Prințul Frederic Nicholas al Prusiei (n. 1946)
  - Prințul Andrei al Prusiei (n. 1947)
  - Prințesa Victoria a Prusiei (n. 1952)
  - Prințul Rupert al Prusiei (n. 1955)
  - Prințesa Antonia a Prusiei (n. 1955)
- Prințesa Alexandrine a Prusiei (1915–1980), numită "Adini", a avut sindromul Down
- Prințesa Cecilie a Prusiei (1917–1975), căsătorită cu arhitectul american Clyde Harris în 1949; a avut o fiică în 1954.